# Combat de Zonnebeke
Guerre des Paysans
Batailles
- Saint-Nicolas
- 1er Boom
- Merchtem
- Zele
- Malines
- 2e Boom
- Hooglede
- Moorslede
- Zonnebeke
- 1er Diest
- 1er Louvain
- Alost
- Turnhout
- Enghien-Hal
- Hérinnes
- Audenarde
- Leuze
- 2e Louvain
- Ingelmunster
- Duffel
- Herentals
- Arzfeld
- Clervaux
- Amblève
- Stavelot
- Pollare
- Londerzeel
- Kapelle-op-den-Bos
- Bornem
- Meerhout
- 2e Diest
- 3e Diest
- Mol
- Jodoigne
- Marilles
- Beauvechain
- Hélécine
- Kapellen
- Meylem
- Hasselt

Le combat de Zonnebeke se déroule le 25 octobre 1798 pendant la guerre des Paysans. Il s'achève par la victoire des républicains qui mettent en suite une troupe d'insurgés à Zonnebeke.

## Déroulement
Le 25 octobre 1798, les paysans insurgés marchent sur Ypres avec pour intention de prendre la ville, puis de s'emparer de Furnes et du port de Nieuport afin d'obtenir l'aide des Britanniques. Mais la garnison d'Ypres fait une sortie et rencontre les rebelles à Zonnebeke. Selon le procès-verbal de l'administration du département de la Lys, après une « lutte opiniâtre », les soldats français enfoncent les insurgés et leur tuent 300 à 400 hommes.